# Всесвітній день свободи преси
Всесві́тній день свобо́ди пре́си — один із міжнародних днів, що відзначаються в системі Організації Об'єднаних Націй. Цей день щорічно святкується 3 травня.

## Історія
Всесвітній день свободи преси відзначається щорічно з 1992 року з ініціативи представників незалежної преси країн Африки, схвалено Організацією Об'єднаних Націй з питань освіти, науки й культури (ЮНЕСКО). Дата 3 травня обрана не випадково. Саме цього дня 1991 року в столиці Намібії представники незалежної преси країн Африки прийняли «Віндхукську декларацію», в якій містився заклик до урядів держав світу забезпечувати свободу преси та її демократичний характер. У декларації наголошено, що найважливішою складовою частиною будь-якого демократичного суспільства є вільна, плюралістична й незалежна преса. 1993 року Генеральна Асамблея ООН ухвалила рішення проголосити 3 травня Всесвітнім днем свободи преси.

## Призначення

Індекс свободи преси 2009 року

Всесвітній день свободи преси покликаний нагадати суспільству, що журналісти, виконуючи свою місію, залежать лише від читача й телеглядача, і що тиск з боку влади просто неприпустимий. Цензура, створення перешкод для обміну інформацією, залякування та пряме втручання в діяльність ЗМІ є загрозою демократії, розвитку та загальній безпеці.
У цей день згадують журналістів, які загинули при виконанні професійних обов'язків. Адже ні для кого не секрет, що професія журналіста залишається небезпечною. За даними Міжнародної федерації журналістів, наприклад, 2004 року під час виконання службових обов'язків загинуло 120 співробітників засобів масової інформації. 2003 року під час виконання службових обов'язків загинули 83 журналісти, 2002 року — 70 співробітників ЗМІ. У пам'ять про журналістів, які віддали своє життя в ім'я свободи слова, редакції різних ЗМІ засновують премії. 2001 року з ініціативи італійського журналіста та письменника Фуріо Коломбо засновано міжнародну премію військових кореспондентів імені Антоніо Руссо — журналіста, убитого в Грузії наприкінці 2000 року. Починаючи з 2002 року, аспірантура факультету журналістики Колумбійського університету присуджує премію імені Курта Шорка в галузі міжнародної журналістики за незалежні та професійні репортажі, що проливають світло на суперечливі події та питання.

## Святкування
Цей день свободи преси є чудовою нагодою свідомим громадянам суспільства надати реальну підтримку засобам масової інформації, зробивши свій внесок у справу розвитку демократії. Таким чином можна подякувати за мужність і рішучість журналістам, які ведуть запеклу боротьбу проти ризику й відвертого насильства, прагнучи реалізувати своє право на пошук і обнародування правдивої інформації. Треба віддати належне тій вирішальній ролі, що відіграють засоби масової інформації у справі розвитку демократії й ефективного державного управління. Точне, коректне та професійне інформування про те, що трапилося, найчастіше є для суспільства єдиним шляхом боротьби з корупцією, зловживанням владою, антисемітизмом, міжнародними конфліктами й іншими численними негативними явищами світового масштабу.
Головним заходом святкувань є вручення Всесвітньої премії ЮНЕСКО за внесок у справу вільної преси імені Гільєрмо Кано, колумбійського журналіста, який загинув 1986 року. Засновано премію 1997 року, вона вручається окремим особам, організаціям або установам. Саме цього дня здійснюється оцінка свободи преси в усьому світі та проходять акції захисту засобів масової інформації від зазіхань на їхню незалежність.
Щороку день свободи преси присвячений певній тематиці:
- 2018 рік — «Влада під контролем: медіа, правосуддя та верховенство права»
- 2017 рік — «Критичні думки в критичні часи: роль медіа в просуванні мирних, справедливих та інклюзивних суспільств»
- 2016 рік — «Доступ до інформації і фундаментальні свободи. Це твоє право!»,
- 2015 рік — «Хай процвітає журналістика! За краще інформування, більшу гендерну рівність і більшу безпеку у засобах комунікації в цифрову еру»,
- 2014 рік — «Свобода преси задля кращого майбутнього: важливсіть включення в програму розвитку після 2015»,
- 2013 рік — «Безпечно говорити: захист свободи висловлення у будь-яких засобах»,
- 2012 рік — «Нові голоси: свобода засобів комунікації допомагає перетворенню суспільств»,
- 2011 рік — «Засоби комунікації XXI століття: нові кордони, нові бар'єри»,
- 2010 рік — «Свобода інформації: право знати»,
- 2009 рік — «Діалог, взаєморозуміння і примирення»,
- 2008 рік — «Відзначаючи фундаментальні принципи свободи преси»,
- 2007 рік — «Об'єднані нації і свобода преси»,
- 2006 рік — «Засоби масової інформації як рушійна сила змін»,
- 2005 рік — «Засоби масової інформації і добре правління»,
- 2004 рік — «Висвітлення і недостатнє висвітлення подій: хто вирішує?»,
- 2003 рік — «Засоби масової інформації та збройний конфлікт».